# صائب شوكت
صائب شوكت (1896-1984)، كان طبيبًا عراقيًا وزعيمًا قوميًا. شغل منصب مدير المستشفى العام وعميد كلية الطب العراقية في عهد المملكة العراقية.

## المهنة في الطب
ولد صائب شوكت في عائلة بغدادية وطنية، وهو الأخ الأصغر لكل من ناجي شوكت رئيس الوزراء الأسبق والدكتور سامي شوكت. ودرس صائب في كلية حيدر باشا الطبية في إسطنبول للسنوات 1913-1918، واستكمل الدراسات العليا في الجراحة العامة في ألمانيا، حيث أرسل إلى برلين لإكمال تدريبهِ في الجراحة على يد الاستاذ (بير) الألماني.
ولقد حاز على درجة الدكتوراه في الجراحة من جامعة برلين وكانت أطروحته حول علاج حصاة الكلية. كان صائب شوكت أول طبيب عراقي يدرس علم التشريح في الكلية الملكية العراقية للطب، ثم شغل منصب العميد لها لاحقًا في عقد الأربعينات من القرن العشرين. كان أحد رواد الجراحة العامة في العراق، شغل منصب مدير عام مستشفى بغداد في الثلاثينيات. في عام 1932 أصبح عضوًا في اللجنة التأسيسية لجمعية الهلال الأحمر العراقي. لقد حضر الدكتور صائب شاهداً على مقتل الملك غازي بعد حادث السيارة الذي سبق وفاتهِ.

## السياسة
كان شوكت قوميًا عربيًا متعاطف مع النازية، يقود نادي المثنى القومي ويدافع عن طرد اليهود من العراق.

## العائلة
كان صائب شوكت شقيق السياسي ناجي شوكت، الذي شغل منصب رئيس وزراء العراق من 1932-1933.

## مؤلفاته
للدكتور صائب شوكت بعض المؤلفات في مجال الأمراض المنتشرة في العراق مثل الزحار الأميبي والأكياس المائية.

## وفاته
توفي صائب شوكت في بغداد في 13 شباط 1984.